# Kenneth Burns
Kenneth Burns (Wordsley, 1931 – 2016. szeptember 20.) angol nemzetközi labdarúgó-játékvezető. Teljes neve Kenneth Howard Burns.

## Pályafutása

### Nemzeti játékvezetés
Nyugat-Közép-Angliában, Stourbridgeben Dudley városában vizsgázott, 1961-ben lett hazája legfelső szintű labdarúgó-bajnokságának játékvezetője.

#### Nemzeti kupamérkőzések
Vezetett Kupa-döntők száma: 1.

##### Fa Kupa
A FA JB 1967-ben, elismerve szakmai felkészültségét megbízta az elődöntő irányításával. 1973-ban folyamatosan kiegyensúlyozott munkásságának díjaként, az egyik legnagyobb angol játékvezetői megtiszteltetés teljesítésével, a kupadöntő vezetésére kérte fel.
| Időpont             | Helyszín                       | Mérkőzés típusa | Mérkőzés                | Eredmény | Nézők száma |
| ------------------- | ------------------------------ | --------------- | ----------------------- | -------- | ----------- |
| 1967. április 29.   | Villa Park Stadion, Birmingham | elődöntő        | Leeds United FC–Chelsea | 1 : 0    | 0000        |
| 1973. augusztus 18. | Wembley Stadion, London        | döntő           | Arsenal–Wolverhampton   | 1 : 3    | 100 000     |

### Nemzetközi játékvezetés
Az Angol labdarúgó-szövetség Játékvezető Bizottsága (JB) 1968-ban terjesztette fel nemzetközi játékvezetőnek, a Nemzetközi Labdarúgó-szövetség (FIFA) bíróinak keretébe. Több nemzetek közötti válogatott és klubmérkőzést vezetett vagy partbíróként tevékenykedett. Az angol nemzetközi játékvezetők rangsorában, a világbajnokság-Európa-bajnokság sorrendjében többedmagával a 21. helyet foglalja el 3 találkozó szolgálatával. Az aktív nemzetközi játékvezetéstől 1978-ban búcsúzott. Válogatott mérkőzéseinek száma: 10.

#### Világbajnokság
A labdarúgó világbajnokság döntőjéhez vezető úton Németországba a X., az 1974-es labdarúgó-világbajnokságra a FIFA JB bírói szolgálatra kérte fel.
| Időpont            | Helyszín                       | Mérkőzés típusa           | Mérkőzés                  | Eredmény | Nézők száma |
| ------------------ | ------------------------------ | ------------------------- | ------------------------- | -------- | ----------- |
| 1977. november 30. | Crvene Zvezde Stadion, Belgrád | előselejtező (7. csoport) | Jugoszlávia–Spanyolország | 0 : 1    | 66 285      |

#### Európa-bajnokság
Az európai-labdarúgó torna döntőjéhez vezető úton Belgiumba a IV., az 1972-es labdarúgó-Európa-bajnokságra és Jugoszláviába az V., az 1976-os labdarúgó-Európa-bajnokságra az UEFA JB játékvezetőként foglalkoztatta.
| Időpont            | Helyszín                 | Mérkőzés típusa           | Mérkőzés              | Eredmény | Nézők száma |
| ------------------ | ------------------------ | ------------------------- | --------------------- | -------- | ----------- |
| 1971. november 21. | Luz Stadion, Lisszabon   | előselejtező (5. csoport) | Portugália–Belgium    | 1 : 1    | 53 577      |
| 1974. október 12.  | Heysel Stadion, Brüsszel | előselejtező (7. csoport) | Belgium–Franciaország | 2 : 1    | 32 108      |

#### Brit Bajnokság
1882-ben az Egyesült Királyság brit tagállamainak négy szövetség úgy döntött, hogy létrehoznak egy évente megrendezésre kerülő bajnokságot egymás között. Az utolsó bajnoki idényt 1983-ban tartották meg.
| Időpont         | Helyszín                      | Mérkőzés típusa | Mérkőzés              | Eredmény | Nézők száma |
| --------------- | ----------------------------- | --------------- | --------------------- | -------- | ----------- |
| 1973. május 16. | Hampden Park Stadion, Glasgow | csoportmérkőzés | Skócia–Észak-Írország | 1 : 1    | 39 018      |

## Sportvezetőként
Aktív pályafutását befejezve a FA JB elnökeként szolgált.